# Siersthal
Siersthal (deutsch Sierstal, lothringisch Siirschel) ist eine französische Gemeinde mit 644 Einwohnern (Stand 1. Januar 2022) im Département Moselle in der Region Grand Est (bis 2015 Lothringen). Sie gehört zum Arrondissement Sarreguemines.

## Geografie
Das Dorf liegt im Naturparks Nordvogesen im Bitscher Ländchen (frz.: Pays de Bitche), acht Kilometer westlich von Bitsch im Tal der Schwalb an der Einmündung des Schwangerbachs. Flussabwärts, am Rande der Vogesen zur westlich anschließenden offenen Hochfläche, liegen die Ortsteile Frohmuhl und Holbach. Die Wiesen in den Bachtälern und auf den Hochebenen am Übergang der Vogesen zur Lothringer Hochfläche werden zunehmend von Buschwerk und Laubwald überwuchert, sodass das Landschaftsbild in Veränderung begriffen ist.

## Geschichte
Der 1356 erstmals erwähnte Ort geht auf das Kloster Hornbach zurück und war lange Zeit kirchliches Zentrum der Gegend, so für Lemberg und Lambach, bis der Sitz des Kirchenbezirks 1802 nach Rohrbach verlegt wurde.
Das Gemeindewappen zeigt oben das Wappen Lothringens und unten den Markuslöwen als Attribut des örtlichen Kirchenpatrons.

### Bevölkerungsentwicklung

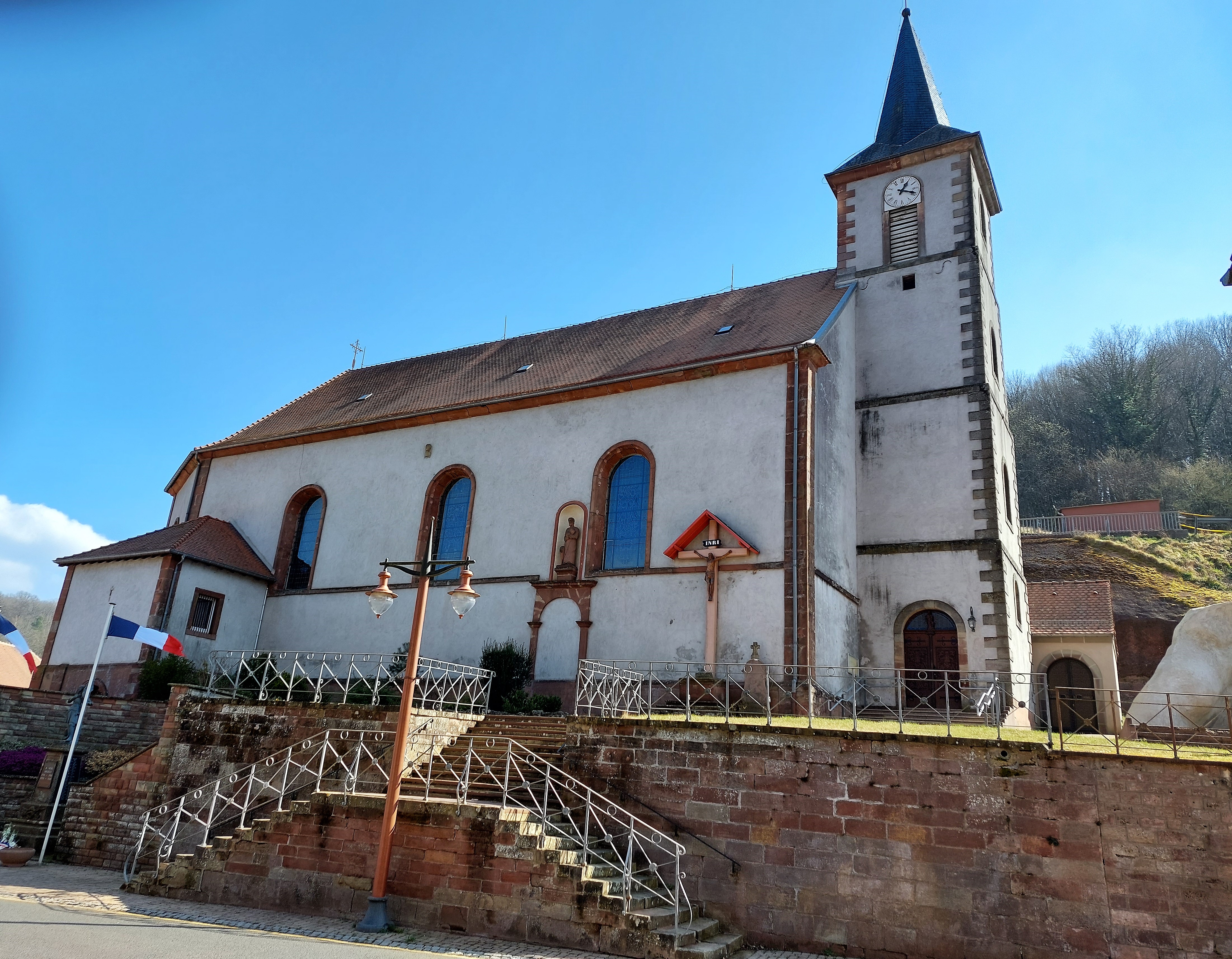
Kirche St. Markus

| Jahr      | 1962 | 1968 | 1975 | 1982 | 1990 | 1999 | 2007 | 2017 | 2019 |
| Einwohner | 578  | 591  | 592  | 656  | 673  | 694  | 653  | 665  | 648  |

## Verkehr
Siersthal wird in west-östlicher Richtung von der RN 62 (Sarreguemines – Haguenau) gequert.

## Belege
1. ↑  Wappenbeschreibung auf genealogie.lorraine.fr (französisch)